# Juliette Gréco : Jolie Môme/Accordéon
Albums de Juliette Gréco
Juliette Gréco : Si tu t'imagines/Les Feuilles mortes
(1983) Juliette Gréco : Déshabillez-moi/Je hais les dimanches
(1983)
Juliette Gréco : Jolie Môme/Accordéon est l'album studio volume 2 de l'anthologie discographique 1983 de Juliette Gréco.

## Titres
| 1.    | Il n'y a plus d'après                                 | Guy Béart             | Guy Béart                     | 3:22 |
| 2.    | Jolie Môme                                            | Léo Ferré             | Léo Ferré                     | 2:48 |
| 3.    | Sous le ciel de Paris (du film Sous le ciel de Paris) | Jean Dréjac           | Hubert Giraud                 | 2:58 |
| 4.    | Rêveuse et Fragile                                    | Robert Desnos         | Yani Spanos                   | 2:32 |
| 5.    | Accordéon                                             | Serge Gainsbourg      | Serge Gainsbourg              | 2:18 |
| 6.    | J'arrive                                              | Jacques Brel          | Jacques Brel Gérard Jouannest | 5:48 |
| 7.    | On n'oublie rien                                      | Jacques Brel          | Gérard Jouannest              | 3:18 |
| 8.    | L'Embellie                                            | Maurice Fanon         | Gérard Jouannest              | 3:36 |
| 9.    | Coin de rue                                           | Charles Trenet        | Charles Trenet                | 3:44 |
| 10.   | Musique mécanique                                     | Boris Vian            | André Popp                    | 3:03 |
| 11.   | Le Diable (Ça va)                                     | Jacques Brel          | Jacques Brel                  | 3:01 |
| 12.   | Le Temps des cerises                                  | Jean-Baptiste Clément | Antoine Renard                | 3:18 |
| 39:46 |                                                       |                       |                               |      |

## Crédits
- Direction d'orchestre et arrangements : François Rauber
- Piano : Gérard Jouannest
- Direction artistique : Gérard Meys pour les Productions Alleluia (Paris)
- Prise de son : Jean-Claude Charvier
- Gravure : Master One
- Enregistrement : janvier à octobre 1982[3] au Studio 92 à Boulogne-Billancourt (Hauts-de-Seine)
- Distribution : Disc'AZ
- Album original : 33 tours / LP Stéréo  Disque Meys 2 258.239 sorti en janvier 1983
- Pochette : 
  - Recto, photo de Juliette Gréco prise par Irmeli Jung devant le clocher de l'Abbaye de Saint-Germain-des-Prés
  - Verso, fac-similé d'un hommage manuscrit de Charles Trenet
- Maquette : René Carel

## Thèmes et contexte
Le succès de Juliette Gréco marque le pas en France des années 1970 jusqu'à la fin des années 1980, ce qui la contraint à recourir à différentes maisons de productions (Philips, Disques Barclay, RCA Victor puis les Disques Meys). Juliette Gréco dresse alors, à ce moment de sa carrière où elle tourne surtout sur les scènes étrangères, son anthologie discographique en 3 volumes initiée par Gérard Meys. Ce sont, pour la plupart, des chansons qu'elle a créées ; mais également des reprises de chansons du patrimoine français et symboles de la France à l'étranger telles que : Le Temps des cerises, « chant d'amour révolutionnaire » et grand classique de la chanson française (créée par le ténor Antoine Renard en 1868), Mon homme (créée par Mistinguett en 1920), Parlez-moi d'amour (créée par Lucienne Boyer en 1931), Les Feuilles mortes (créée par Cora Vaucaire en 1946 et chanson du film Les Portes de la nuit) et Sous le ciel de Paris (créée par Jean Bretonnière dans le film Sous le ciel de Paris en 1951). 